# Aeroportul Namsos
Aeroportul Namsos (IATA: OSY, ICAO: ENNM) este un aeroport din Comuna Namsos, Trøndelag, Norvegia ce deservește zona Comuna Namsos. Aeroportul a fost tranzitat în 2022 de 37.656 de pasageri. A fost deschis în 1967 și numit după zona deservită.
Situat la o altitudine de 2 m, aeroportul dispune de 1 pistă. Este operat de Avinor⁠(d).

## Infrastructură

### Piste
Aeroportul dispune de o singură pistă. Pista 07/25 are suprafața de asfalt și dimensiunile 937 m × 30 m. 